# Борча (футбольный клуб)
«Бо́рча» (серб. ФК БСК Борча) — сербский футбольный клуб из общины Палилула в округе Белград в центральной Сербии. Клуб основан в 1937 году, домашние матчи проводит на стадионе «Борча», вмещающем 3 500 зрителей.

## История
В основном клуб играл в низших лигах чемпионата Сербии. Худшие сезоны пришлись на начало 90-х (1990—1992) — клуб выступал в первенстве Белграда. Новая эра в истории клуба началась с приходом Драгомира Власича-Баи и его компании «Бами». Благодаря его средствам финансовое положение клуба значительно улучшилось, была проведена реконструкция стадиона «Борча», его вместимость увеличилась на 1000 мест. В 1998 году клуб вышел в Первую лигу. В сезонах 2006/2007 и 2007/2007 клуб упускал возможность выйти в Суперлигу, проигрывая в матчах плей-офф с «Напредаком» и «Радом». Успех пришёл в сезоне 2008/2009, когда клуб выиграл Первую лигу и завоевал путёвку в Суперлигу.

## Стадион
Строительство нового стадиона на 8000 мест начато в апреле 2009 года. Первой очередью строительства планируется возвести западную и восточную трибуны.